# Sam Robards
Sam Prideaux Robards (New York, 16 december 1961) is een Amerikaans acteur.

## Biografie
Robards is een zoon van moeder Lauren Bacall en vader Jason Robards. Robards heeft drie halfbroers en twee halfzussen en is petekind van Katharine Hepburn. Robards heeft het acteren geleerd aan de HB Studio in Greenwich Village.
Robards begon in 1980 met acteren in het theater met het toneelstuk Album, hierna heeft hij nog meerdere rollen gespeeld in theaters. Hij heeft ook opgetreden op Broadway, in 2002 maakte hij zijn debuut op Broadway met het toneelstuk The Man Who Had All the Luck hierna speelde hij in 2005 in het toneelstuk Absurd Person Singular en in 2008 in het toneelstuk The 39 Steps.
Robards begon met acteren voor televisie in 1982 met de film Tempest. Hierna heeft hij nog meerdere rollen gespeeld in films en televisieseries zoals Bright Lights, Big City (1988), Get a Life (1990–1991), American Beauty (1999), Artificial Intelligence: A.I. (2001), The West Wing (2004–2005), Che: Part One (2008) en Gossip Girl (2007–2011).
Robards was van 1986 tot en met 1994 getrouwd met actrice Suzy Amis, en hebben samen een zoon. Vanaf 1997 is hij opnieuw getrouwd waaruit hij twee zonen heeft.

## Filmografie

### Films
Selectie:
- 2011: The Art of Getting By – Jack Sargent
- 2009: The Rebound – Frank
- 2008: Che: Part One – Tad Szulc
- 2007: Awake – Clayton Beresford sr.
- 2001: Life as a House – David Dokos
- 2001: Artificial Intelligence: A.I. – Henry Swinton
- 1999: American Beauty – Jim Berkley
- 1996: The Man Who Captured Eichmann – David
- 1996: Beautiful Girls – Steve Rossmore
- 1994: Prêt-à-Porter – assistent van Regina
- 1989: Casualties of War – kapelaan Kirk
- 1988: Bird – Moscowitz
- 1988: Bright Lights, Big City – Rich Vanier
- 1985: Into Thin Air – Stephen Walker

### Televisieseries
Uitgezonderd eenmalige gastrollen.
- 2024: Hotel Cocaine - als Hal (2 afl.)
- 2021: Y: The Last Man - als Dean Brown (2 afl.)
- 2013–2014: Twisted – Kyle Masterson (19 afl.)
- 2012–2013: Treme – Tim Feeny (11 afl.)
- 2007–2012: Gossip Girl – Howie Archibald (16 afl.)
- 2004–2005: The West Wing – Greg Brock (8 afl.)
- 1998–1999: Spin City – Arthur (4 afl.)
- 1998: Maximum Bob – sheriff Gary Hammond (7 afl.)
- 1990–1991: Get a Life – Larry Potter (23 afl.)
- 1988–1989: TV 101 – Kevin Keegan (13 afl.)
- 1983: Moving Right Along – ?? (? afl.)

- Gemeinsame Normdatei: 1228016011
- International Standard Name Identifier: 0000 0003 7194 5864
- Library of Congress Control Number: no2003013041
- Nationale Bibliotheek van Israël: 987009541056805171
- SNAC: w66r4sh1
- Virtual International Authority File: 78460625
- WorldCat: E39PBJpJgfpKmkrhrq3VmPXDbd